# Sarlacc
Sarlacc – jeden z fikcyjnych potworów występujących w uniwersum Gwiezdnych wojen. Po raz pierwszy ukazany został w Powrocie Jedi.
Przedstawiciele tego gatunku występują na różnych planetach, ale zawsze są wielkie, wszystkożerne i posiadają liczne macki. Wiadomo, że stworzenia występują między innymi na następujących planetach: Tatooine (najsłynniejszy osobnik, zamieszkujący Wielką Jamę Carkoon na Morzu Wydm), Aargonar, Dathomir, Socorro, Felucia (Prastara Czeluść).

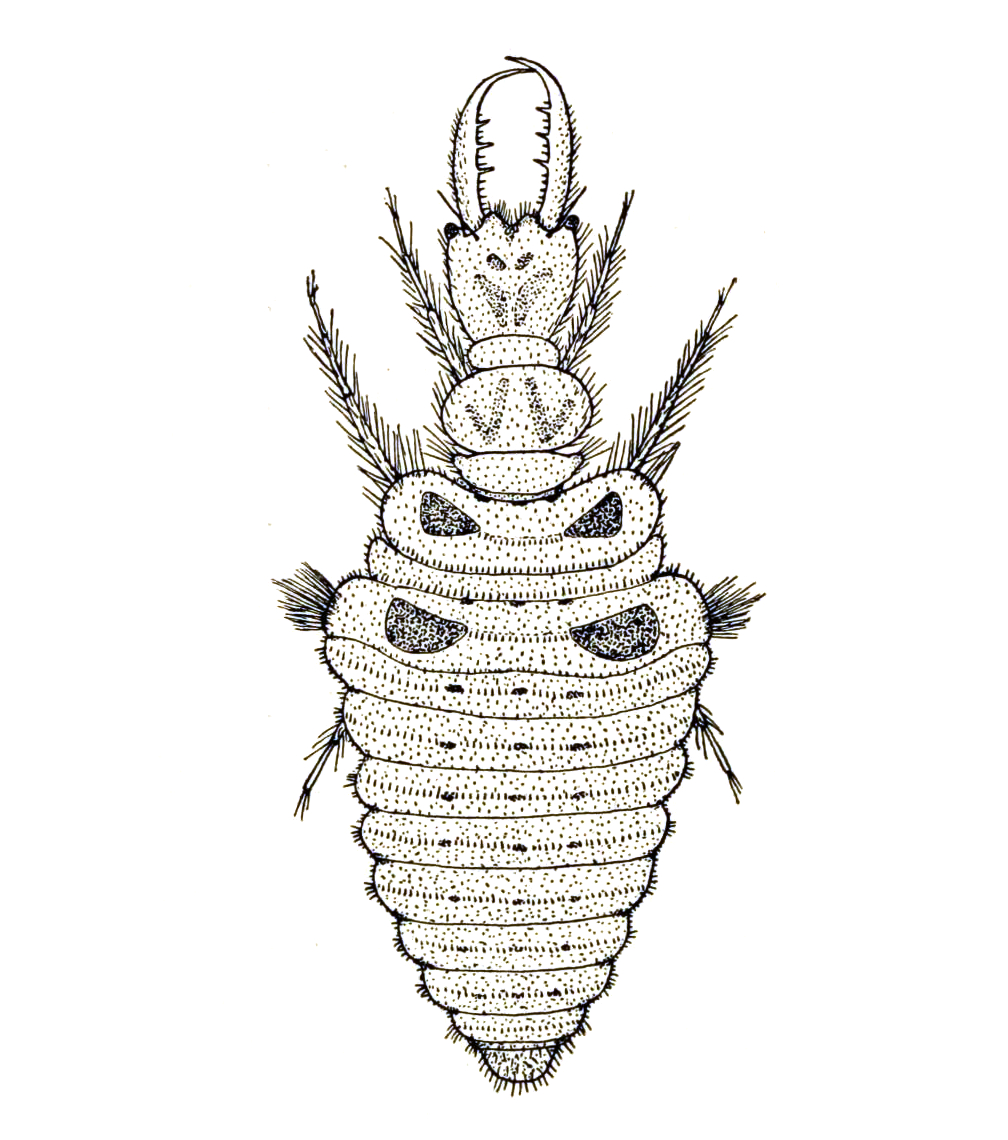
Larwa mrówkolwa pospolitego poluje w sposób podobny do sarlacca - czyha na dnie piaskowego leja

Sarlacc jest dużym stawonogiem, rozmnażającym się za pomocą zarodników, niekiedy ukorzenionym. Większość czasu przebywa pod powierzchnią planety, którą zamieszkuje. Liczne macki służą mu do chwytania pokarmu bez opuszczania głębokiej nory. Najsłynniejszy Sarlacc miał dokonać egzekucji Luke'a skazanego za zabicie Rankora Jabby. Okazało się jednak, że młody Jedi przewidział to i uniknął śmierci.